# Aero Engine Corporation of China
Die Aero Engine Corporation of China (AECC) ist ein chinesischer Triebwerkshersteller, der im August 2016 gegründet wurde. China plant damit die Dominanz von Rolls-Royce und General Electric bei kommerziellen Strahltriebwerken zu brechen.
AECC ist ein Gemeinschaftsunternehmen zwischen der Aviation Industry Corporation of China (AVIC), dem Flugzeughersteller COMAC und der Pekinger Stadtregierung.